# Albert Mücke

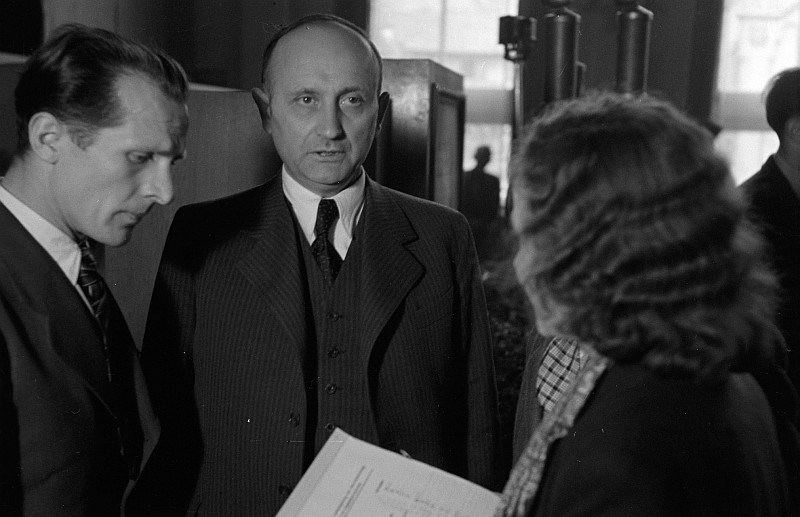
OB Albert Mücke (Mitte) neben Erich Honecker, 1947 in Meißen bei der Versammlung des II. Parlaments der FDJ im Hamburger Hof

Albert Mücke (* 13. Juni 1894 in Rybnik, Provinz Schlesien; † 20. März 1958 in Meißen) war der erste Oberbürgermeister von Meißen nach dem Ende des Zweiten Weltkriegs.

## Leben
Albert Mücke war mit Alice Mücke, geb. Wycisk verheiratet. Das Lehrerpaar musste 1921 wegen der anstehenden Abtretung Ostoberschlesiens vom Deutschen Reich an Polen seine Heimat verlassen und siedelte mit seinen zwei Söhnen, darunter der spätere Mediziner Dietrich Mücke, nach Meißen über. Hier fand der Familienvater eine Anstellung als Lehrer und wurde 1925 die Tochter geboren, die spätere Orientalistin Gudrun Goeseke. Als aktiver Pazifist trat Albert Mücke 1927 der KPD und später der SED bei.
Am 9. Mai 1945 wurde er vom sowjetischen Stadtkommandanten in Nachfolge von Hans Drechsel (NSDAP) zum Oberbürgermeister berufen. Zum 2., stellvertretenden Bürgermeister wurde Willy Anker ernannt.
Am 28. Februar 1948 gab er das Amt des Oberbürgermeisters an Georg Stachs ab. Vom 1. März 1948 bis zum 31. März 1950 war Mücke Leiter des Zweckverbandes für die sächsische Energieversorgung, ab dem 1. Juli 1950 des Stenographischen Landesamtes Dresden.
Albert Mücke starb am 20. März 1958 im 64. Lebensjahr an den Folgen der Haft wegen Hochverrats und der Misshandlungen unter den Nationalsozialisten. Im Meißner Stadtteil Zscheila ist die Straße Albert-Mücke-Ring nach ihm benannt.